# Krisen i Det Røde Hav 2023-2024
Krisen i Det Røde Hav 2023-2024 begyndte 19. oktober 2023, da Yemens Houthi-bevægelse som en reaktion på Israel-Hamas-krigen indledte en række angreb rettet mod det sydlige Israel og de skibe i Det Røde Hav, som den hævdede var på vej til Israel.  
De brugte missiler og droner, hvoraf nogle blev opsnappet af de israelske forsvarsstyrker eller den franske eller amerikanske flåde. Houthierne beskød også handelsfartøjer fra forskellige lande og i Bab-el-Mandeb-strædet, et farvand af stor betydning for verdensøkonomien.
Houthi-militærtalsmanden Yahya Sarea meddelte, at ethvert skib på vej til Israel var et "legitimt mål", og at de ikke vil stoppe, før Gaza-striben blev forsynet med mad og medicin.
Houthi-bevægelsen er en militant shiitisk organisation, som kontrollerer det nordlige Yemen og støttes og finansieres af Iran som Irans stedfortræder i regionale krige.
Efter udbruddet af Israel-Hamas-krigen udtrykte iransk-støttede militante grupper i hele Mellemøsten, herunder houthierne, støtte til palæstinenserne og truede med at angribe Israel. Houthi-lederen Abdul-Malik al-Houthi advarede USA mod at gribe ind og truede med gengældelse med droner og missiler.
Houthi-våben kommer hovedsageligt fra Iran. De er kendt for at bruge jord til jord-missiler, raketter og droner.

## Begivenheder

### Oktober 2023
Den 19. oktober 2023 skød den amerikanske flådes destroyer USS Carney tre krydsermissiler og adskillige droner ned, som var på vej mod Israel, opsendt af houthierne i Yemen. Dette var den første handling fra det amerikanske militær for at forsvare Israel siden krigens udbrud.
Den 31. oktober blev der udløst en alarm i Eilat, Eilot kibbutz og Shahorit industripark-området om indtrængen af fjendtlige luftfartøjer fra Det Røde Hav. Forsvars-systemet nedskød et ballistisk missil, og luftvåbnet opsnappede flere krydsermissiler affyret mod Eilat. Houthierne tog ansvaret for opsendelserne.

### November 2023
Den 1. november kl. 0:45 opsnappede IDF en lufttrussel affyret fra Yemen og identificeret syd for EilatEn amerikansk MQ-9 Reaper -drone blev skudt ned ud for Yemens kyst af Houthi-luftforsvaret den 8. november; Pentagon sagde tidligere, at MQ-9-droner fløj over Gaza i en for at samle efterretninger om Hamas-gidslers situation. Den 9. november affyrede houthierne et missil mod Eilat. Missilet blev opsnappet af et " Arrow 3 " missil.
Den 14. november affyrede houthierne adskillige missiler, hvoraf et var rettet mod Eilat. Det blev opsnappet af et Arrow-missil, ifølge israelske embedsmænd. Den følgende dag sagde amerikanske embedsmænd, at USS Thomas Hudner skød en drone ned, affyret fra Yemen, der var på vej mod den. Den 22. november affyrede houthierne et krydsermissil rettet mod Eilat. Israelske embedsmænd sagde, at missilet med succes blev skudt ned af en F-35. Den 23. november 2023 sagde amerikanske embedsmænd, at destroyeren USS Thomas Hudner havde skudt adskillige angrebsdroner ned.

### December 2023
Den 6. december 2023 affyrede Houthi-bevægelsen adskillige ballistiske missiler mod israelske militærposter i Eilat . Samme dag nedskød USS Mason en drone opsendt fra Yemen. Der var ingen klare indikationer på, hvad dets mål var.
Den 10. december 2023 opsnappede den franske flådes fregat, Languedoc, der opererede i Det Røde Hav, to droner opsendt fra Hodeida, en Houthi-holdt havn. Den amerikanske flåde skød angiveligt 14 droner ned den 16. december 2023, mens egyptiske luftforsvarsstyrker opsnappede et objekt, der fløj nær Dahab.
Den 26. december 2023 sagde Houthier, at de udførte droneangreb på Eilat og andre dele af Israel. USA skød 12 droner og fem missiler ned, og IDF sagde, at de også skød en raket fra Yemen ned over Det Røde Hav, ud for Sinai-halvøens kyst.